# 1624 в Україні
1624 в Україні — це перелік головних подій, що відбулись у 1624 році на території сучасних українських земель. Також подано список відомих осіб, що народилися та померли в 1624 році. Крім того, зібрано список пам'ятних дат та ювілеїв 1624 року.

## Події
- Травень — реєстровий козацький гетьман Михайло Дорошенко на 80 чайках підійшов до Босфору: було спалено околиці Стамбула — Буюк-Дере, Ані-Кіой та Стенію[1].
- 20 серпня — 8 вересня — Кошовий отаман Грицько Чорний з товариством на 102 чайках у результаті другого походу на Константинополь попалив османський флот в Дніпровському лимані, поруйнував османські укріплення на Болгарському узбережжі. Було завдано поразки османському флоту та сплюндровано Фарос[2].

## Особи

### Народились
- Стефа́н Пото́цький (пол. Stefan Potocki[3] — польський шляхтич, воєначальник, староста ніжинський.[4]. (пом. 1648).
- Анті́н Терле́цький (також Анто́ній, хресне ім'я Ада́м, пол. Antoni Adam Terlecki; 1624 — 28 грудня 1669, Дермань) — церковний діяч Руської унійної церкви XVII ст., василіянин, архимандрит Дерманського монастиря, з 1664 року єпископ Перемишльський. (пом. 1669).

### Померли

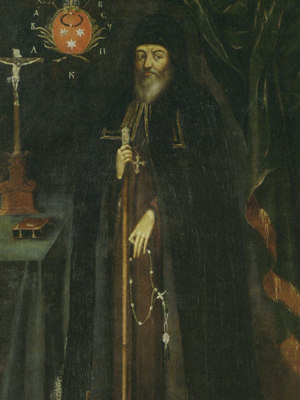
Архімандрит Києво-Печерської лаври Єлисей Плетенецький

- Єлисе́й Плетене́цький (в миру — Олександр Миха́йлович, за іншими даними — Томашевич — український православний церковний, культурний і громадський діяч, просвітитель, письменник, Архімандрит Києво-Печерської лаври. Засновник Лаврської друкарні й першої в Центральній Україні паперової фабрики. (нар.. між 1550 та 1554).
- Костянтин Корнякт з Білобок гербу Круціні[5][6]) — шляхтич, військовик, син нобілітованого грецького купця Костянтина Корнякта зі Львова і Анни Дідушицької. (нар.. в 1582).
- Христофо́р Філале́т (лат. Christophor Philaleth, пол. Chrystofor Filalet, Krzysztof Broński[7]; жив у 2-й пол. 16 ст. і, очевидно, на поч 17 ст.) — український письменник-полеміст з Волині, вихованець Острозької академії[8], філософ. Відомий як автор полемічного твору «Апокрисис» (1597), спрямованого проти Берестейської церковної унії 1596 року, папства.
- 30 травня — Микола (Миколай) Данилович гербу Сас (пол. Mikołaj Daniłowicz — шляхтич руського походження, політичний та військовий діяч Речі Посполитої, Магнат, статистик. (нар.. в 1558).

## Пам'ятні дати та ювілеї
- 750 років з часу (874 рік):
  - другого походу князя Аскольда до Константинополя: було укладено мирну русько-грецьку угоду без облоги столиці Візантійської імперії[9][10]
- 600 років з часу (1024 рік):
  - жовтень — Листвинської битви між найманцями-варягами великого князя київського Ярослава Мудрого та чернігівсько-тмутороканською дружиною його брата князя Мстислава Володимировича Хороброго в якій переміг Мстислав та зберіг владу в Чернігівських землях[11].
- 525 років з часу (1099 рік):
  - битви в урочищі Рожне Поле (поблизу нинішнього міста Золочева Львівської області) в ході міжусобної війни на Русі в 1097—1100 роках, коли об'єднана галицька дружина Володаря та Василька Ростиславичів здобула перемогу над військом київського князя Святополка Ізяславича, поклавши край претензіям Києва на галицькі землі[12].
- 500 років з часу (1124 рік):
  - поділу Галичини між князями Васильковичами, з роду Василька Ростиславича, та Володаревичами.
- 475 років з часу (1149 рік):
  - захоплення Києва суздальським князем Юрієм Довгоруким[13][14][15] у ході міжусобної війни на Русі 1146—1154 років[16][17].
- 450 років з часу (1174 рік):
  - зайняття київського престолу смоленським князем Романом Ростиславичем[18], обіймав до 1176 року.
- 425 років з часу (1199 рік):

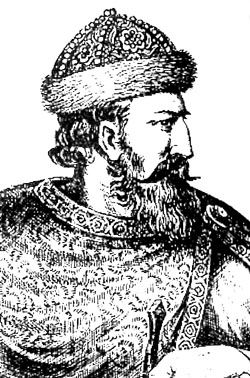
Засновник єдиного Галицько-Волинського князівства волинський князь Роман Мстиславович Великий

- - об'єднання волинським князем Романом Мстиславовичем Великим Галицької і Волинської земель і утворення єдиного Галицько-Волинського князівства[19].
- 350 років з часу (1249 рік):

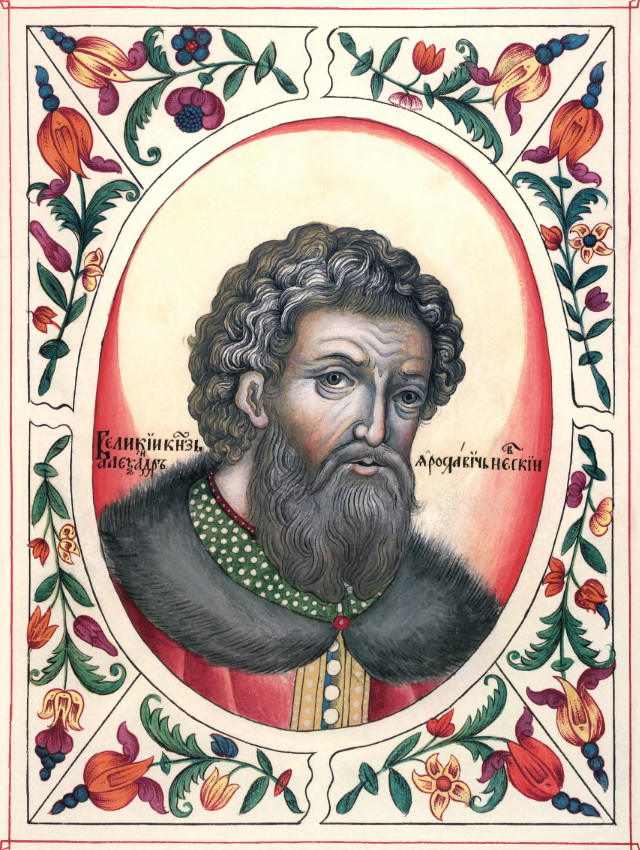
Великий князь київський Олександр Невський в 1624—1263 роках

- - отримання у Золотій Орді ярлика на княжіння в Києві князя новгородського Олександра Ярославовича Невського — Великого Князя Київського (до 1263 року)[20].
- 325 років з часу (1299 рік):
  - перенесення митрополитом Київський Максимом митрополію з Києва у місто Владимир на Клязьмі[21].
- 300 років з часу (1324 рік):
  - битви на річці Ірпінь між литовсько-руською армією Великого князя Литовського Гедиміна та дружиною Київського князівства під проводом київського князя Станіслава, що був васалом Золотої Орди. Здобувши перемогу, Гедимін призначив намісником Київського князівства Міндовга, князя Гольшанського, і приєднав до Великого князівства Литовського Київське, Волинське та Сіверське князівства[22].

- 275 років з часу (1349 рік):

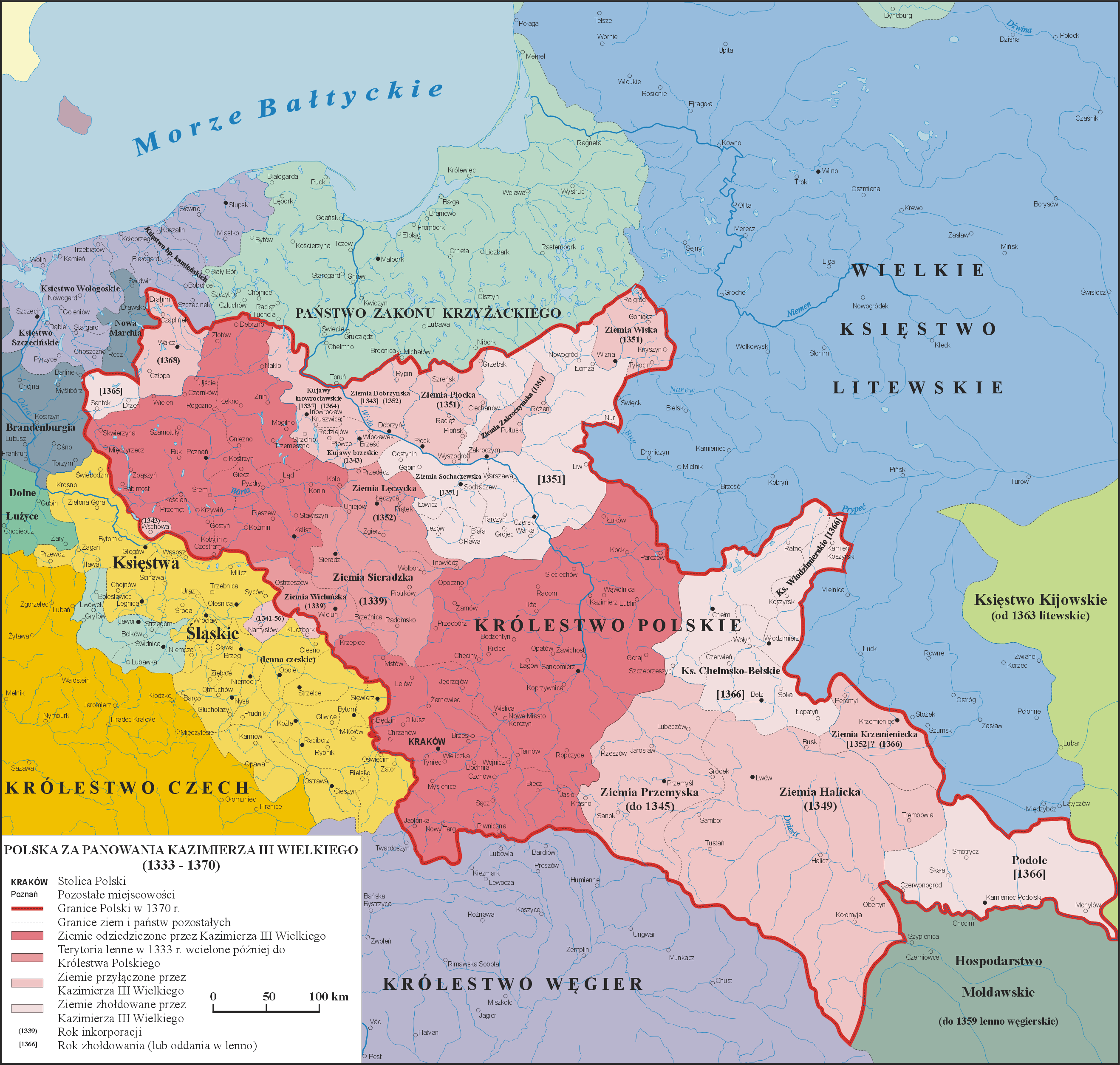
Володіння Короля Казимира. Червоним на карті позначено Королівство Польща, а білим карті позначено Королівство Русь

  - захоплення більшої частини Галичини зі Львовом включно і Волині польським королем Казимиром III Великим за підтримки Чехії та Угорщини, які по його смерті стали спадковими землями угорських монархів, котрі до початку ХХ століття титулувались королями Галичини та Володимирії[23].
- 225 років з часу (1399 рік):

- - 12 серпня — битви на річці Ворсклі, коли війська Золотої Орди під командуванням Едигея розгромили литовсько-русько-монгольсько-тевтонське військо Великого князя литовського Вітовта, котрий виступив на підтримку скинутого монгольського хана Тохтамиша[24].
- 175 років з часу (1449 рік):
  - заснування Кри́мського ха́нства (ханату)[25][26] (крим. Qırım Hanlığı, قريم خانلغى‎), самоназва — Кримський престол[25] (крим. Taht-i Qırım ve Deşt-i Qıpçaq, Та́хт-і Крим вє Де́шт-і Кипча́к на чолі якого стояла станово-представницька історична кримськотатарська династія Ґераїв.

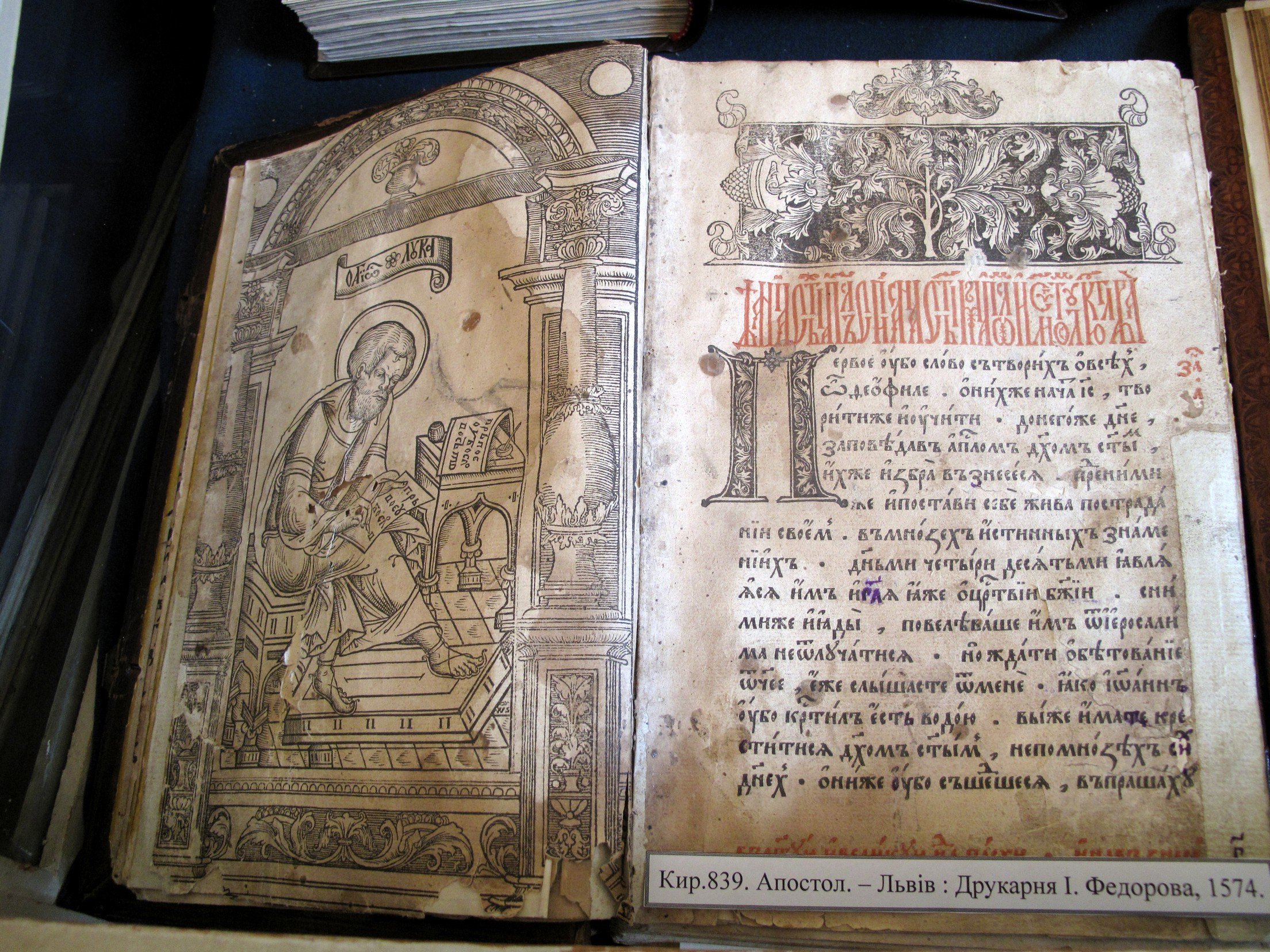
«Апостол», 1624 рік з НБУВ

- 50 років з часу (1574 рік):

- - 24 лютого — випуску видання «Апостол» українського друкаря Івана Федорова у Львові[27][27][28][28].
  - участі українських козаків на чолі з низовим гетьманом Іваном Свирговським у турецько-молдавській війні[29].
- 25 років з часу (1599 рік):

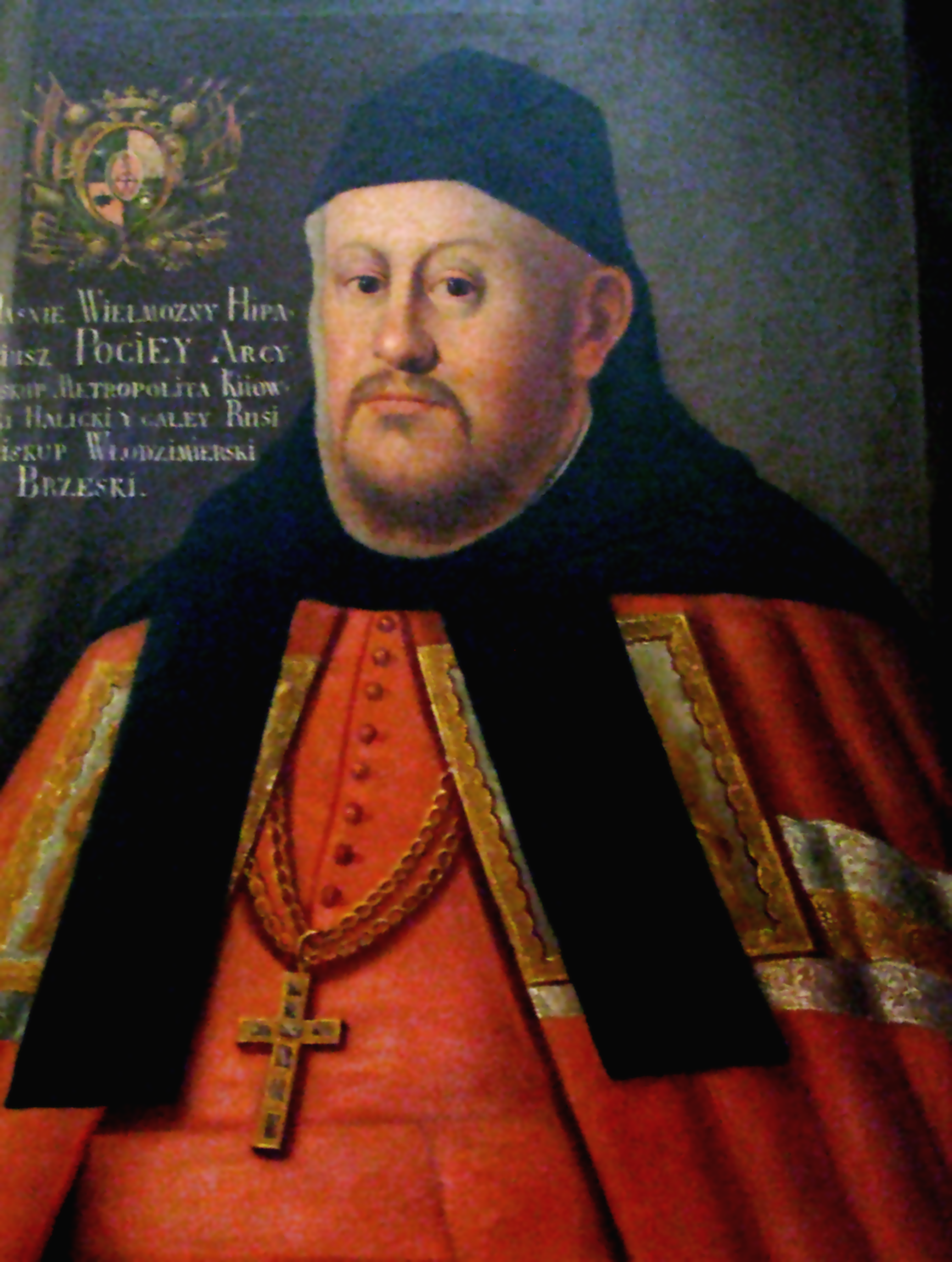
Митрополит Київський Галицький і всієї Русі УГКЦ Іпатій (Потій)

- - двох морських походах кошового отамана запорозького козацтва Федора Полоуса та осавул низових козаків Семена Скалозуба[30].
  - 26 вересня — обрання другим Митрополитом Київським Галицьким і всієї Русі УГКЦ обрано Іпатія (Потія) (по смерті митрополита Михайла Рагози — до 1613 року)[31][32].

### Міст, установ та організацій
- 725 років з часу (899 рік):
  - заснування поселення Лтава, відомого зараз як місто Полтава[33][34]
- 450 років з часу (1174 рік):
  - 12 липня — першої письмової згадки про місто Полтава[35], коли в Іпатіївському літописі було описано укріплення на ріці Лтаві[36].
- 300 років з часу (1324 рік):
  - надання Магдебурзького права місту Володимиру-Волинському.
- 75 років з часу (1549 рік):
  - надання Магдебурзького права місту Калушу.
  - перших письмових згадок про села Буданів (Теребовлянський район), Звиняч (Чортківський район) на сучасній Тернопільщині.
- 50 років з часу (1574 рік):
  - перших письмових згадок про села Жеребки та Поділля (нині Підволочиського району Тернопільської області)

### Видатних особистостей

#### Народження
- 600 років з часу (1024 рік):

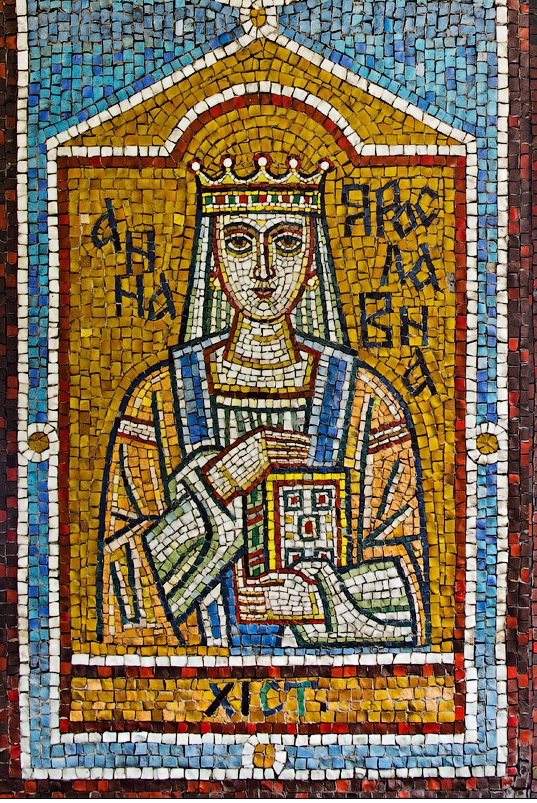
донька князя Ярослава Мудрого Анна Ярославна (1024—1079)

  - народження Анни Ярославни — королеви Франції (1051—1060 рр.); доньки князя Ярослава Мудрого і шведської принцеси Інгігерди, другої дружини французького короля Генріха I Капета. (пом.. 1079)[37].
  - народження Ізясла́ва Яросла́вича — Великого князя київського (1054—1068, 1069—1073, 1077—1078)[25]. Зять польського короля Мешка ІІ (з 1043)[25]. (пом.. 1078).
- 200 років з часу (1424 рік):
  - 31 жовтня — народження Владислава III Варненчика (пол. Władysław III Warneńczyk) — король польський (з 1434), король угорський як Уласло I (угор. I. Ulászló, з 1440), володар та спадкоємець Русі (Галицько-Волинського князівства)[38]. (пом.. 1444)
- 150 років з часу (1474 рік):
  - народження Павла Русина — українського та польського поета і мислителя доби Відродження[39]. (пом.. 1517).
- 50 років з часу (1574 рік):
  - народження Йо́сифа Велями́на-Ру́тського[40] — єпископа Руської унійної церкви, з 1613 року — третього Митрополита Київського, Галицького та всієї Руси — предстоятеля Руської унійної церкви. (пом. 1637).

#### Смерті

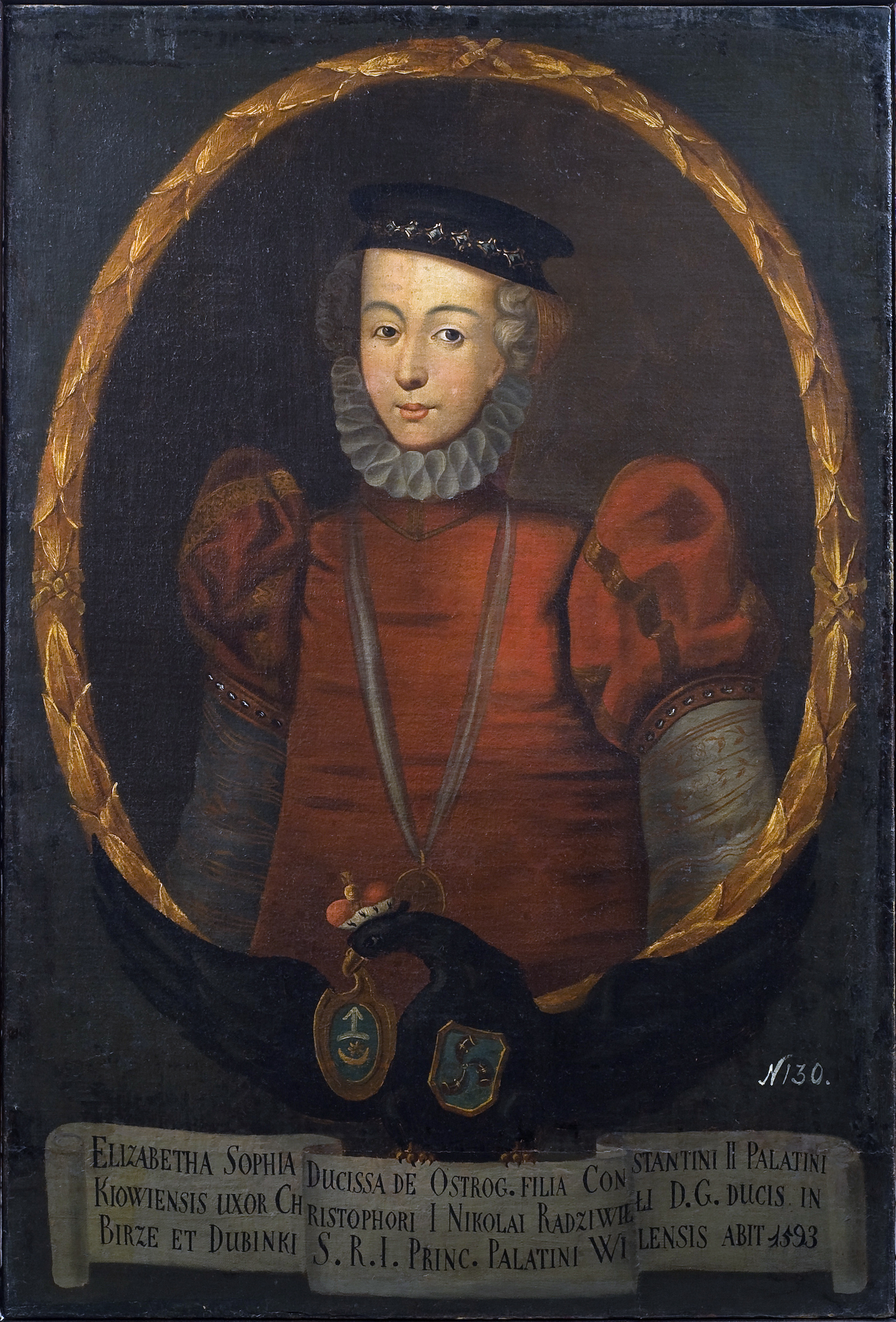
руська (українська) княжна Єлизавета Софія Острозька

- 575 років з часу (1049 рік):
  - смерті Феопемпта — Митрополита Київського і всієї Русі.
- 550 років з часу (1074 рік):

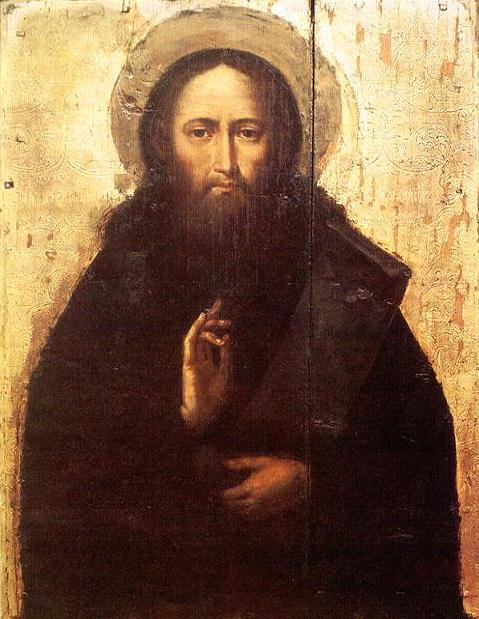
Ікона Феодосія Печерського

- - смерті Анастасії Ярославни — королеви Угорщини (1046—1061 рр.), дружини короля Андрія I; донька Ярослава Мудрого та Інгігерди. (нар.. 1023).
  - 3 травня — смерті Феодосія Печерського — ігумена Києво-Печерського монастиря, одного з основоположників чернецтва на Русі. (нар.. бл. 1009).
- 525 років з часу (1099 рік):
  - 12 червня — смерті Мстислава (Мстиславця) Святополковича — князя володимирського, ймовірно старшого сина Великого князя київського Святополка Ізяславича"[41].
- 500 років з часу (1124 рік):
  - 28 лютого — смерті Василька Ростиславича[42]) — теребовлянського князя, який разом з братами Рюриком та Володарем — один із засновників незалежного Галицького князівства. (нар.. бл. 1066).
  - 19 березня — смерті Волода́ра Ростиславича — князя звенигородського (1085—1624) та перемиського (1092—1624) з династії Рюриковичів.
- 425 років з часу (1199 рік):
  - смерті Володимира Ярославича — галицького князя, останнього з гілки роду — Ростиславичів галицьких. (нар.. бл. 1151).
  - смерті Ярослава Мстиславича (Красного) — князя переяславського (1187—1624), сина князя Мстислава Юрійовича і онука Юрія Долгорукого.
  - 25 грудня — смерті Ілони Угорської — угорської принцеси з династії Арпадів, доньки короля Угорщини Гези II та київської княжни Єфросинії Мстиславівни. (нар.. бл. 1145).
- 375 років з часу (1249 рік):
  - смерті Агапіта I — церковного діяча часів занепаду Великого князівства Київського, архімандрита Києво-Печерського монастиря.
- 100 років з часу (1524 рік):
  - смерті Гази́ I Ґера́я (крим. I Ğazı Geray, ١ غازى كراى‎ — кримського хана у 1523—1624 роках із династії Ґераїв. (нар.. 1504)[43].
- 75 років з часу (1549 рік):
  - смерті Мака́рія Туча́пського — намісника митрополита Київського, Галицького та всієї Руси в Галичині (1535—1539), першого (по відновленні Галицької єпархії) православного єпископа львівськиого (з 1539 року)[44].

- 50 років з часу (1574 рік):

Перший Митрополит Київський, Галицький та всієї Русі Михайло (Рагоза)

  - смерті Костянтина Корибута-Вишневецького — руського (українського) магната, князя гербу Корибут, старости житомирського у 1571—1624 роках.
- 25 років з часу (1599 рік):
- 18 липня / 15 серпня — смерті Миха́йла Васи́льовича Рагóзи (деколи Рогози, пол. Michał Rahoza) — діяча Православної, а згодом Руської Унійної Церкви у Речі Посполитій, Першого Митрополита Київського, Галицького та всієї Русі УГКЦ. (нар. після 1540)[45].

- 26 серпня — смерті Єлизавети Софії Острозької — руської (української) княжни XVI століття з роду Острозьких, старшої доньки князя Костянтина Василя Острозького та шляхтянки Софії Тарновської. (нар. бл. 1557).